# Volkswagen Brouk
Volkswagen Typ 1, více známý jako Brouk, je lidový vůz nižší střední třídy, vyráběný německou automobilkou Volkswagen v letech 1938 až 2003. Název Brouk (v anglicky mluvících zemích Beetle, německy Käfer) vznikl jako lidová přezdívka a až později (v USA od srpna 1967) se začal používat jako oficiální jméno modelu. V některých zemích (např. ve Velké Británii) se však nikdy jméno Beetle oficiálně nepoužívalo.
Jedná se o jeden z nejdéle vyráběných vozů značky Volkswagen, s největším počtem vyrobených vozů prakticky beze změn designu. Jediný vůz, který jej překonal, je na jeho základě postavený velkoprostorový VW Typ 2, který se v Brazílii vyráběl do roku 2013 (v Evropě se nástupní již šestá generace prodává pod označeními VW Transporter/Carravelle/Multivan/California).
V roce 1998 představil VW nový model New Beetle (postavený na podvozku Golf IV), který designově navázal na VW Brouk.

## Vývoj

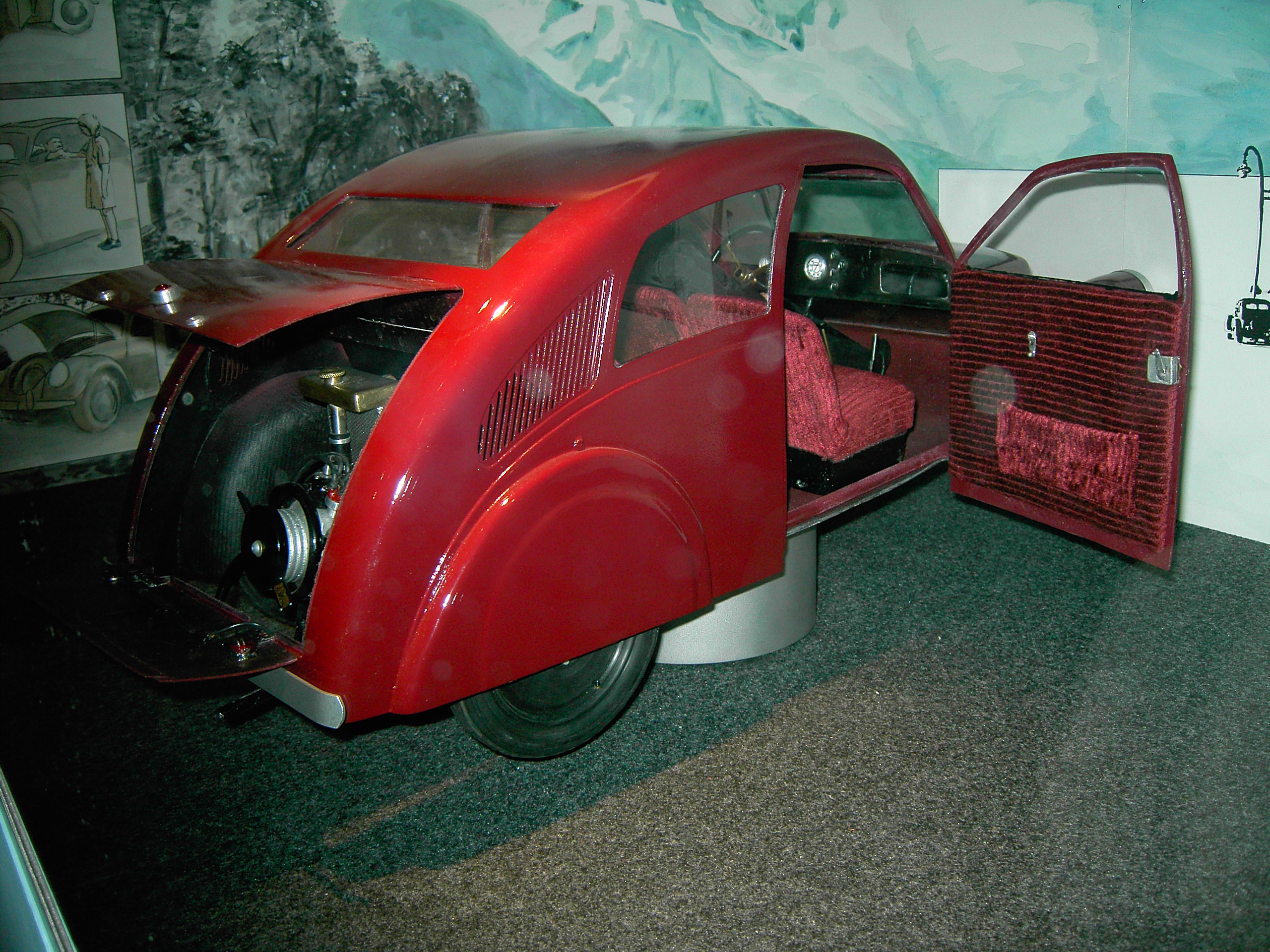
Porsche Typ 12, Zündapp

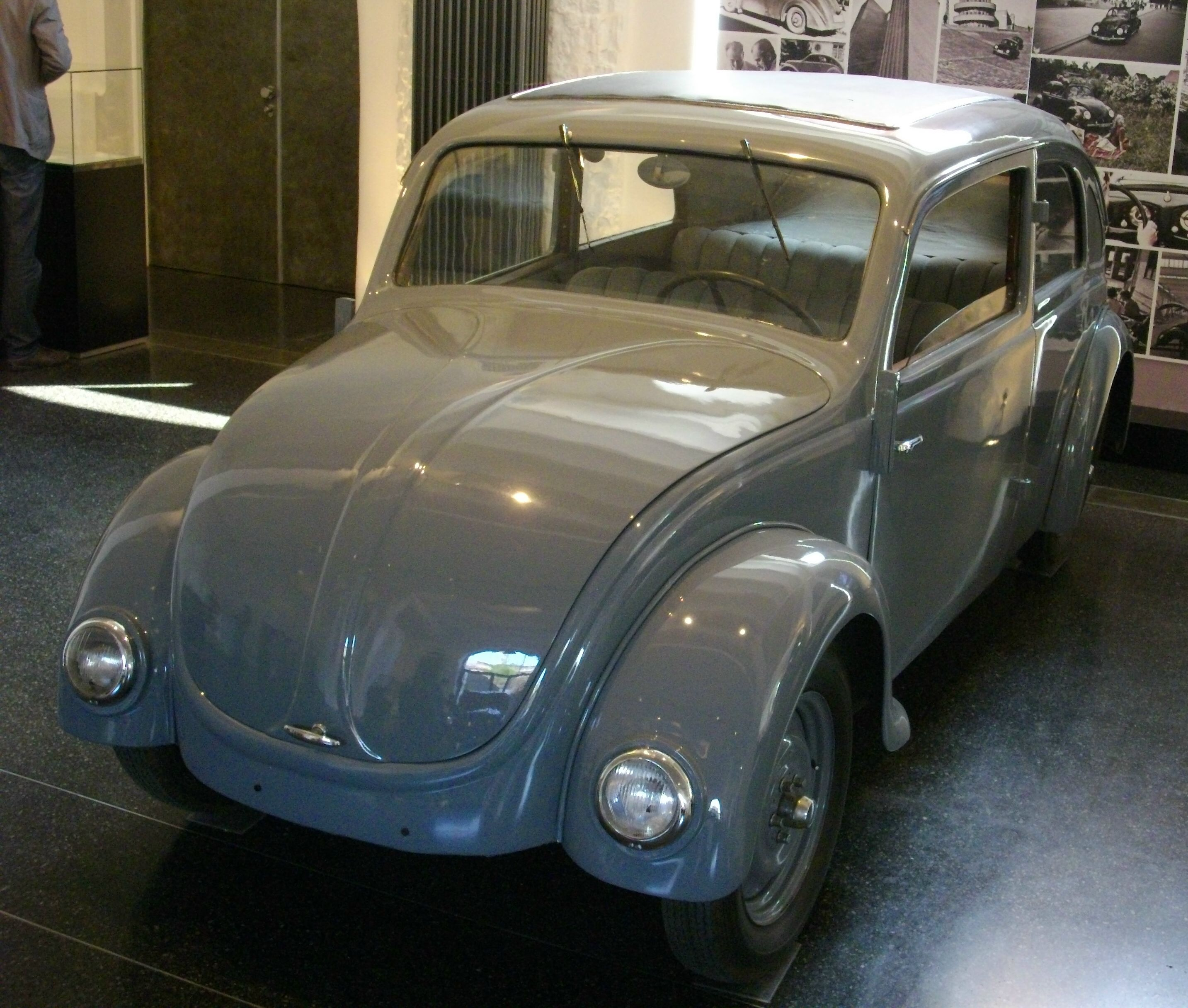
Porsche Typ 32 NSU

Německý výrobce motocyklů Zündapp zadal v roce 1931 konstrukční kanceláři Ferdinanda Porscheho vývoj „auta pro každého“ („Auto für Jedermann“, jako byl v USA Ford model T). V roce 1932 byly postaveny tři prototypy označené Porsche Typ 12, které (na přání zadavatele) poháněl vodou chlazený hvězdicový pětiválcový motor. Se sériovou produkcí ale Zündapp nezačal.
Další německý výrobce motocyklů NSU se chtěl vrátit mezi výrobce automobilů, a to s malým vozem. I NSU si objednalo konstrukci u Porscheho, ovšem bez stanovených technických podmínek. Porsche proto pro něj v roce 1933 postavil sérii prototypů Porsche Typ 32 se vzduchem chlazeným motorem. Ani NSU se do sérové výroby nepustila.
V roce 1933 vyhlásil říšský kancléř Adolf Hitler soutěž na „lidový vůz“ („der Volkswagen“), který by postavil občany Třetí říše na čtyři kola. Měl to být malý automobil, který by přepravil dva dospělé a tři děti, mohl dosáhnout rychlosti 100 km/h, průměrná spotřeba měla být do 7 litrů paliva na 100 km a měl stát méně než 1000 říšských marek (RM), tzn. za cenu lepšího motocyklu v době, kdy průměrný týdenní plat činil 32 RM. Německý lidový vůz se stal politickou otázkou. Při výrobě měli být využiti jen němečtí dodavatelé, použity domácí zdroje a náhražky dovozu. Jedním z cílů mělo být i zamezit dominanci společností v americkém vlastnictví (např. Ford a Opel), které už na německém trhu ovládaly trh lehkých nákladních vozidel a bylo politicky nežádoucí nechat je ovládnout i sektor kompaktních automobilů. 
Ferdinand Porsche přijal tuto politickou objednávku. První prototypy Porsche Typ 60 vycházely z prototypu NSU a byly postaveny jako tudor (označení V1) a kabriolet (V2). Hitler s nimi byl spokojen. Po úspěšných testech dalších tří zkušebních prototypů (interně označených jako VW 3) vyrobil Daimler-Benz dalších 29 tudorů a jeden kabriolet (interně označených VW 30), jejichž intenzivní ověřovací jízdy začaly o Velikonocích 1937. Počátkem roku 1938 pak byl na základě výsledků zkoušek zhotoven „vzorový německý lidový vůz“. Jeho aerodynamická samonosná karosérie vejčitého tvaru, s uprostřed zesílenou nosnou podlahovou plošinou, poskytovala nečekaný vnitřní prostor. Nezávislé zavěšení kol, vpředu podélnými závěsy, vzadu kyvadlově, bylo odpruženo inovativními kompaktními torzními tyčemi. Pohon zajišťoval vzadu uložený vzduchem chlazený plochý čtyřválec o objemu 985 cm3, jehož výkon 16 kW (22 k) uděloval vozu rychlost až 100 km/h.
Pro sériovou výrobu bylo nutné zajistit celou novou továrnu, pro kterou bylo vytipováno území poblíž městečka Fallersleben v Dolním Sasku. Základní kámen továrny položil Adolf Hitler osobně 26. května 1938. Pro dělníky z továrny bylo poblíž založeno město Stadt des KdF-Wagens (po válce přejmenované na Wolfsburg, na základě zvláštního zákona se z něj v roce 1972 stalo velkoměsto zahrnující dvacet dosud samostatných obcí, včetně samotného Fallersleben). Název vozu byl oficiálně změněn na KdF-Wagen, evokující název nacistické organizace pro volný čas „Radostí k síle“ („Kraft durch Freude“).
Koncem roku 1938 bylo vyrobeno 600 předsériových vozů pro výstavy, dodávky vozů KdF pro občany měly začít koncem roku 1939. Vozy KdF za 990 RM mělo být možné pořídit jedině prostřednictvím tzv. spořicí KdF-Wagen-karty s nalepenými kupony za každý týden od zahájení spoření, správcem těchto vkladů byla Banka německé práce (Bank der Deutschen Arbeit, BdDA). Dokonce i ve válečných letech se ve spoření pokračovalo, na jaře 1945 spravovala BdDA 340 tisíc spořicích účtů s více než 275 miliony RM (pro porovnání, celkové občanské vklady v BdDA tehdy činily téměř 4,4 mld. RM). Žádný střadatel však vozidlo KdF nezískal, automobilka totiž byla dokončena až za druhé světové války a vyráběla výhradně pro válečné potřeby.

## Vojenská výroba

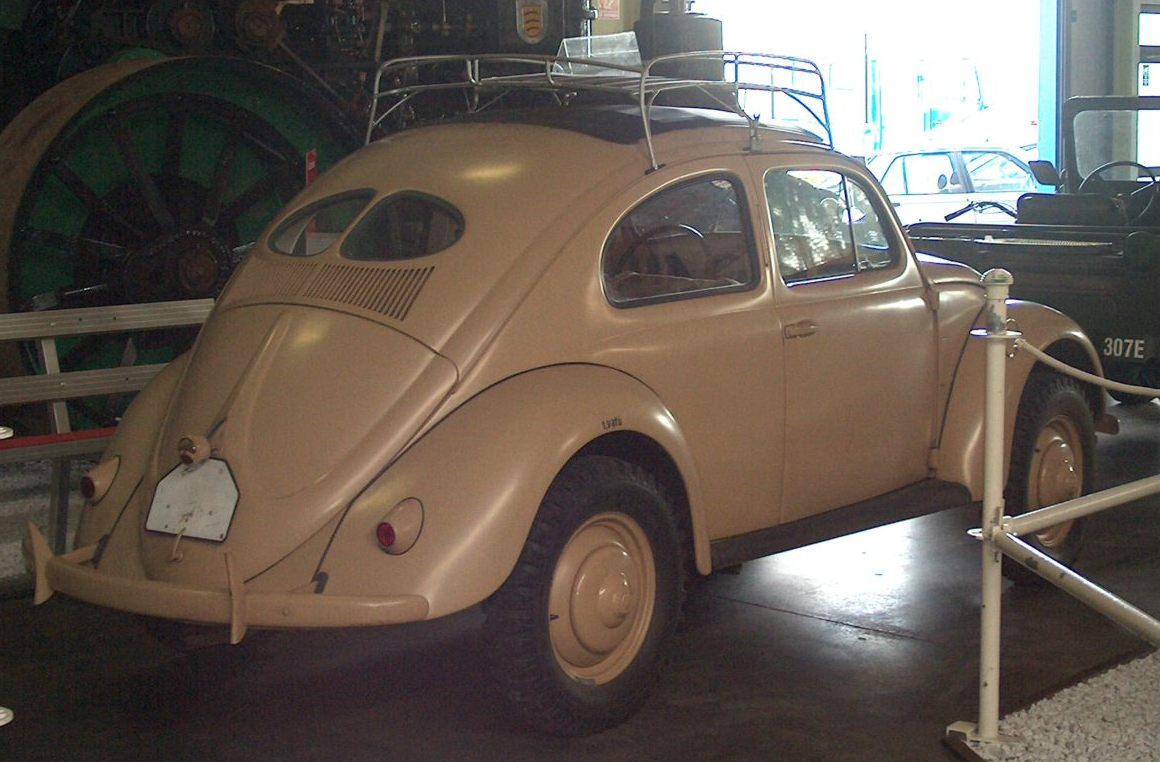
VW Typ 87 4x4 sloužil u Afrikakorps

Od civilních KdF byla pro Wehrmacht odvozena vojenská vozidla, jejichž motor měl mírně zvýšený objem až na 1131 cm3 a výkon až 18 kW (24 k):
- Typ 82 Kübelwagen – otevřený vojenský vůz s hranatou čtyřdveřovou karosérií, určený pro přepravu tří mužů v plné polní výbavě. Zadní náprava doplněna portálem pro zvýšení světlé výšky vozu. Po válce vyráběn v nezměněné podobě jako Typ 21. Vyrobeno 50 788 vozů.
- Typ 87 Kommandeurswagen – uzavřený velitelský tudor s pohonem všech kol. Vyrobeno několik set vozů.
- Typ 166 Schwimmwagen – obojživelný vůz s otevřenou karosérií vanového tvaru. Vyrobeno 14 276 vozů.
- kolem třiceti dalších modifikací, většinou zkušebních a prototypových, vyrobených v nejvýše jednotkách kusů.

Vozidla se ve válečných poměrech velmi osvědčila. Vzduchem chlazený motor spolehlivě fungoval v extrémních mrazech na východní frontě i v žáru severní Afriky, podvozek odpružený torzními tyčemi byl jednodušší než vinuté pružiny nebo listová pera.

## Poválečná produkce

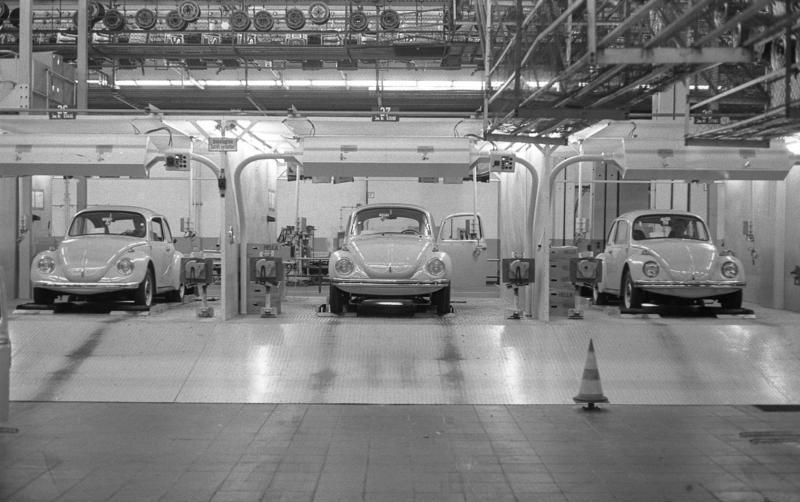
Výrobní linka ve Wolfsburgu, 1973

Koncem druhé světové války byla továrna těžce poškozena opakovaným spojeneckým bombardováním. Její opravu a zprovoznění měl na starosti britský důstojník major Ivan Hirst, který odmítl plány na její převedení na výrobu jiných strojů a prosadil obnovení automobilní produkce, přičemž okupační správu britského sektoru přemluvil k objednávce 20 000 vozů. Prvních 1 785 vozů tak bylo vyrobeno už koncem roku 1945. V roce 1946 už továrna vyráběla měsíčně 1000 aut, které měly původní karosérii KdF a 18kW motory, které jim umožnily maximální trvalou rychlost 105 km/h. Civilní sektor si na jejich dodávky musel počkat – německý filmový týdeník „Welt im Film“ v roce 1948 uváděl dvacetitisící vůz s tím, že 18 000 zaměstnanců vyrobí denně 70 vozů, přičemž třetina jde okupační správě, třetina na export a třetina na německý vnitřní trh. Po naléhání majora Hirsta byl 1. ledna 1948 jmenován generálním ředitelem Volkswagen Heinz Heinrich Nordhoff, ceněný nacisty za válečnou práci pro Opel. Pod jeho vedením nastal prudký růst výroby: v roce 1949 byla automobilka radikálně zkapacitněna natolik, aby mohla vyrábět 70–80 000 vozů ročně. Nový vůz sjel z linky každé dvě minuty a na jaře 1950 tak už byl vyroben stotisící vůz od konce války.
Poválečná ekonomika Západního Německa podpořená Marshallovým plánem se vzmáhala. Domácí poptávku po malých vozech doplnil zejména velký zájem USA o druhé vozy do rodiny na kratší vzdálenosti, řízené ženami nebo studenty, který americké automobilky pro nízký objem výroby a zisk nezajímal. V USA se pak vůz stal symbolem hnutí Hippies, a to spolu s jeho velkoprostorovou verzí Transporter T1.
- 1949: Exportní modely dostaly hydraulické brzdy namísto mechanických, teleskopické tlumiče a od roku 1952 převodovku se synchronizací 2.–4. převodového stupně a lepší topení. Později byly tyto změny aplikovány i u vozů pro domáci trh.
- 1953: Nové nedělené okno v zadní části karoserie zlepšilo výhled vzad.
- 1954: Zaveden typ VW 1200, s motorem o objemu 1192 cm3 a výkonu 22 kW (30 k), maximální rychlost se zvýšila na 112 km/h.
- 1955: Vyroben miliontý vůz. Otevřen montážní závod v Mexiku, kompletující vozy z německých dílů (od roku 1964 již z místní výroby).
- 1959: Představen VW 1200 Export, s motorem o výkonu 25 kW (34 k) a plně synchronizovanou čtyřstupňovou převodovkou.
- 1961: Vyroben pětimiliontý vůz. Volkswagen téhož roku provedl „vyrovnání“ s bývalými spořiteli na KdF-Wagen: držitelům s plnou spořicí kartou KdF poskytl slevu 600 DM[3] na nový vůz (nejlevnější verze tehdy stála přes 3600 DM) nebo 100 DM v hotovosti.
- 1965: V srpnu se začal vyrábět VW 1300 s motorem o objemu 1285 cm3, jemuž výkon 30 kW (41 k) uděloval rychlost až 122 km/h.
- 1966: V září byl představen VW 1500, který byl poháněn motorem o objemu 1493 cm3 a výkonem 33 kW (45 k), s maximální rychlostí 128 km/h.
- 1967: Po třiceti letech od zkonstruování byl výrazně přepracován podvozek a došlo i na modernizaci vzhledu. Zadní náprava se z obyčejné kyvadlové změnila na vlečenou se stejnoběžnými klouby, vůz dostal novou spojku, dvouokruhové brzdy a dvanáctivoltovou elektrickou instalaci, karosérie dostala nové světlomety, nárazníky a kratší blatníky. Byl vylepšen i interiér.
- 1971: V červenci rozšířil řadu typ VW 1302 s motorem 1285 cm3 o výkonu 33 kW (45 k) a jeho sportovní verze VW 1302 S s motorem 1584 cm3 o výkonu 37 kW (50 k), který dosahoval rychlosti 133 km/h. Verze pro americký a japonský trh byly vybaveny vstřikováním paliva Bosch L-Jetronik a v USA prodáván s označením Super Beetle.
- 1972: Představen VW 1303 s větším panoramatickým čelním a zadním oknem, navržený pro splnění nových amerických bezpečnostních předpisů, které po zvolnění splňoval i původní vůz. VW 1303 zužitkoval již zhotovené výrobní přípravky a viditelně omládl.

Během 60. a na začátku 70. let díky inovativní reklamě a pověsti spolehlivého a robustního vozu výroba stále stoupala a 17. února 1972 sesadil vůz s výrobním číslem 15 007 034 z pomyslného trůnu předchozího držitele rekordu nejvyráběnějšího vozu, Ford model T. V roce 1973 stoupl počet vyrobených vozů nad 16 000 000. 
Odbyt zastaralého vozu s nedostatečnou výbavou, hlučným a málo výkonným motorem však postupně klesal na německém, evropském i severoamerickém trhu. Přispěl k tomu i Američan Ralph Nader a jeho kniha „Nebezpečný při jakékoli rychlosti“ („Unsafe at Any Speed“), která přehnaně kritizovala bezpečnost vozu Chevrolet Corvair s motorem vzadu a zejména v USA vyvolala hysterické snížení prodeje Brouků jako vozů totožné koncepce. Poptávku už tehdy táhly zejména méně rozvinuté státy s horšími silnicemi, které oceňovaly nenáročnost a vysokou mechanickou odolnost vozu. Zhodnocování německé marky navíc zvolna zdražovalo německé výrobky na okolních trzích, obzvláště po pádu Brettonwoodského systému v roce 1971. Proto byla výroba postupně zcela přesunuta do Mexika a Brazílie, kde trvala až do přelomu tisíciletí, než podlehla konkurenci ostatních výrobců levných kompaktních vozů a rozhodnutí mexických zákonodárců zakázat dvoudveřové taxíky.
- 1. července 1974: Ukončena výroba Brouků v hlavním závodě Wolfsburg po 11 916 519 zde vyrobených kusech. Ve výrobě jej nahradil VW Golf s motorem vpředu.
- 1977: Kvůli neplnění bezpečnostních a emisních požadavků USA byl na tamním trhu ukončen prodej Brouků s karosérií tudor.
- 19. ledna 1978: Ukončena výroba Brouků v pobočném závodě Emden.
- 10. ledna 1980: Ukončena výroba Brouků kabriolet v továrně Karmann.
- 1985: Ukončení prodeje Brouků na evropském trhu. Poslední zásilka Brouků z mexického závodu dorazila do německého přístavu Emden 12. srpna 1985.
- 1986: Ukončení výroby Brouků v Brazílii.
- 1993: Obnovena výroba Brouků v Brazílii díky dovezeným karosářským technologiím a lisovacím formám z Německa.
- 1996: Definitivně ukončena výroba Brouků v Brazílii.
- 2003: Ukončena výroba Brouků v mexickém závodě Puebla závěrečnou sérií 3000 vozů, označených jako „Última Edición“, oficiálně VW Brouk modelový rok 2004. Úplně poslední vyrobený vůz byl umístěn v muzeu Volkswagen ve Wolfsburgu.

Od roku 1945 do roku 2003 bylo vyrobeno celkem 21 529 464 vozů VW Brouk.

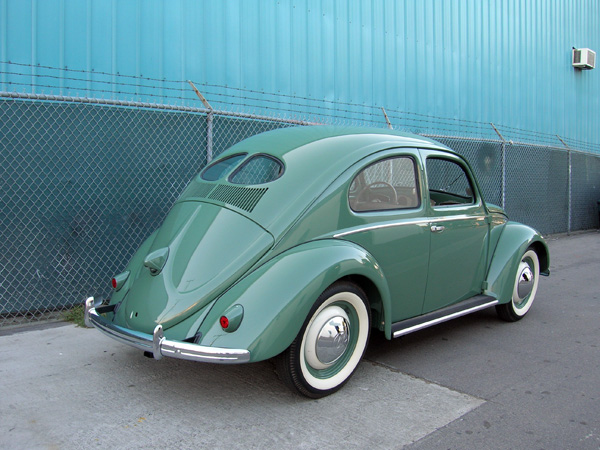
1949 VW Brouk
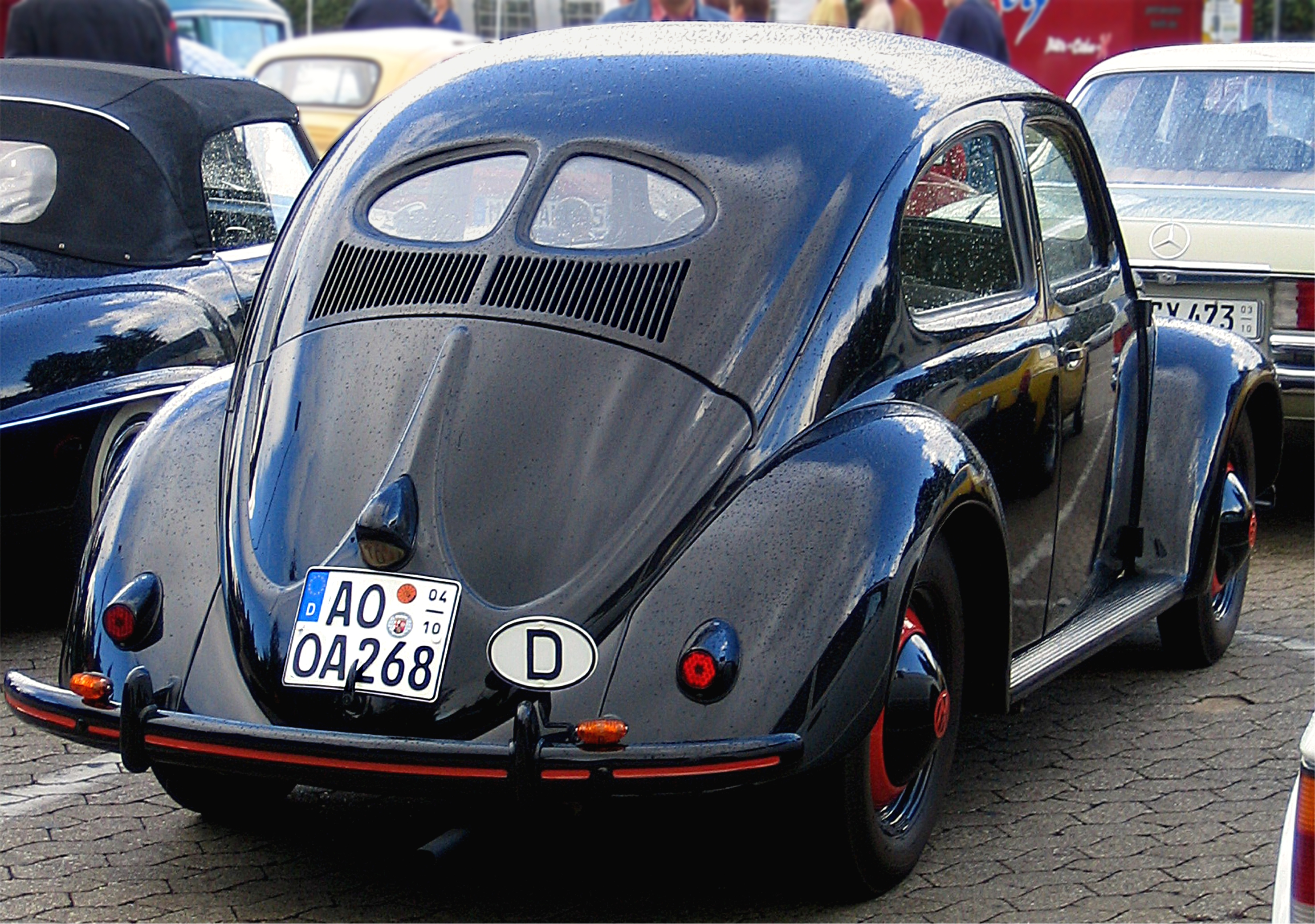
VW Standard z roku 1950
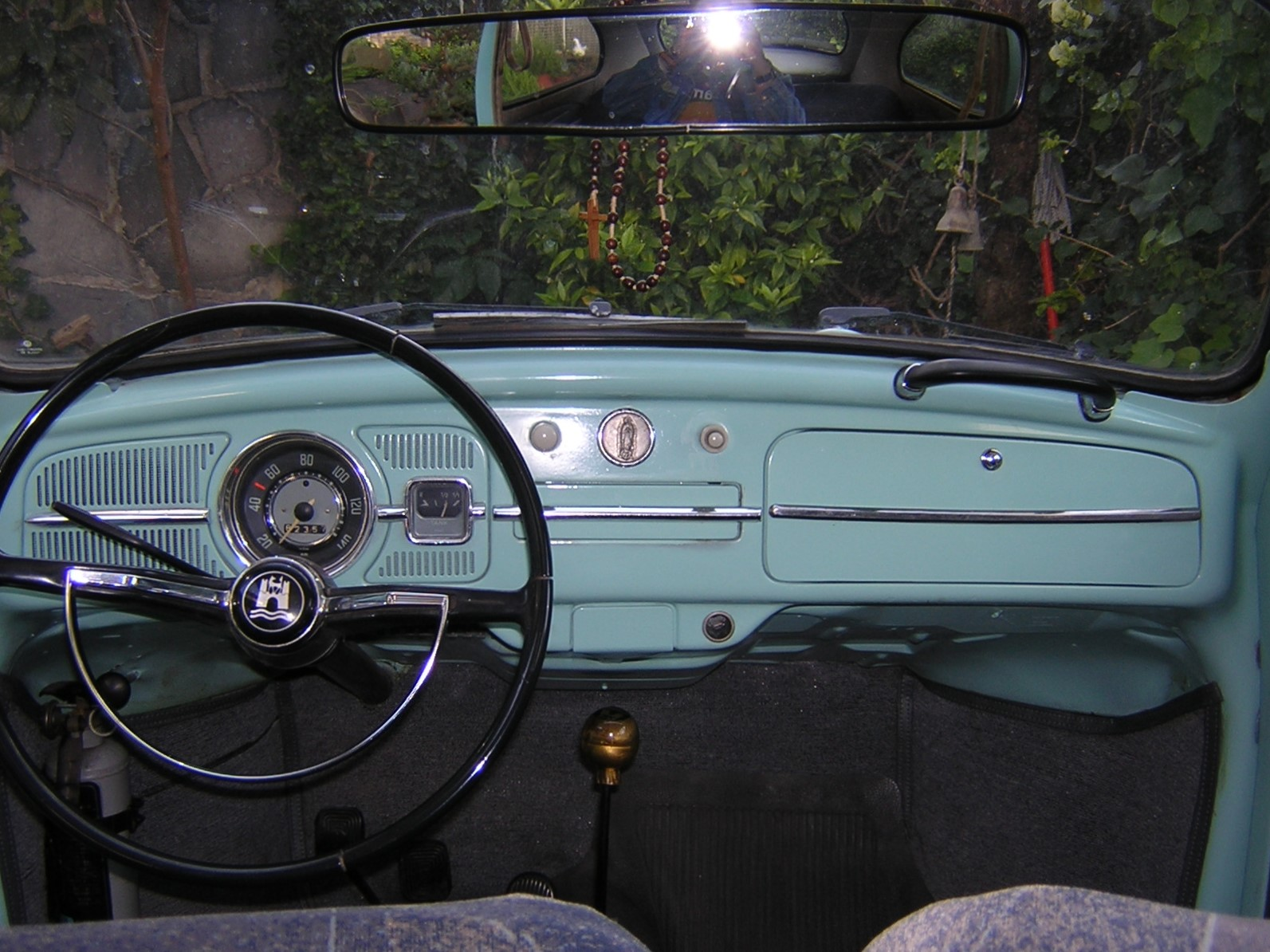
Palubní deska mexického Brouka z roku 1969
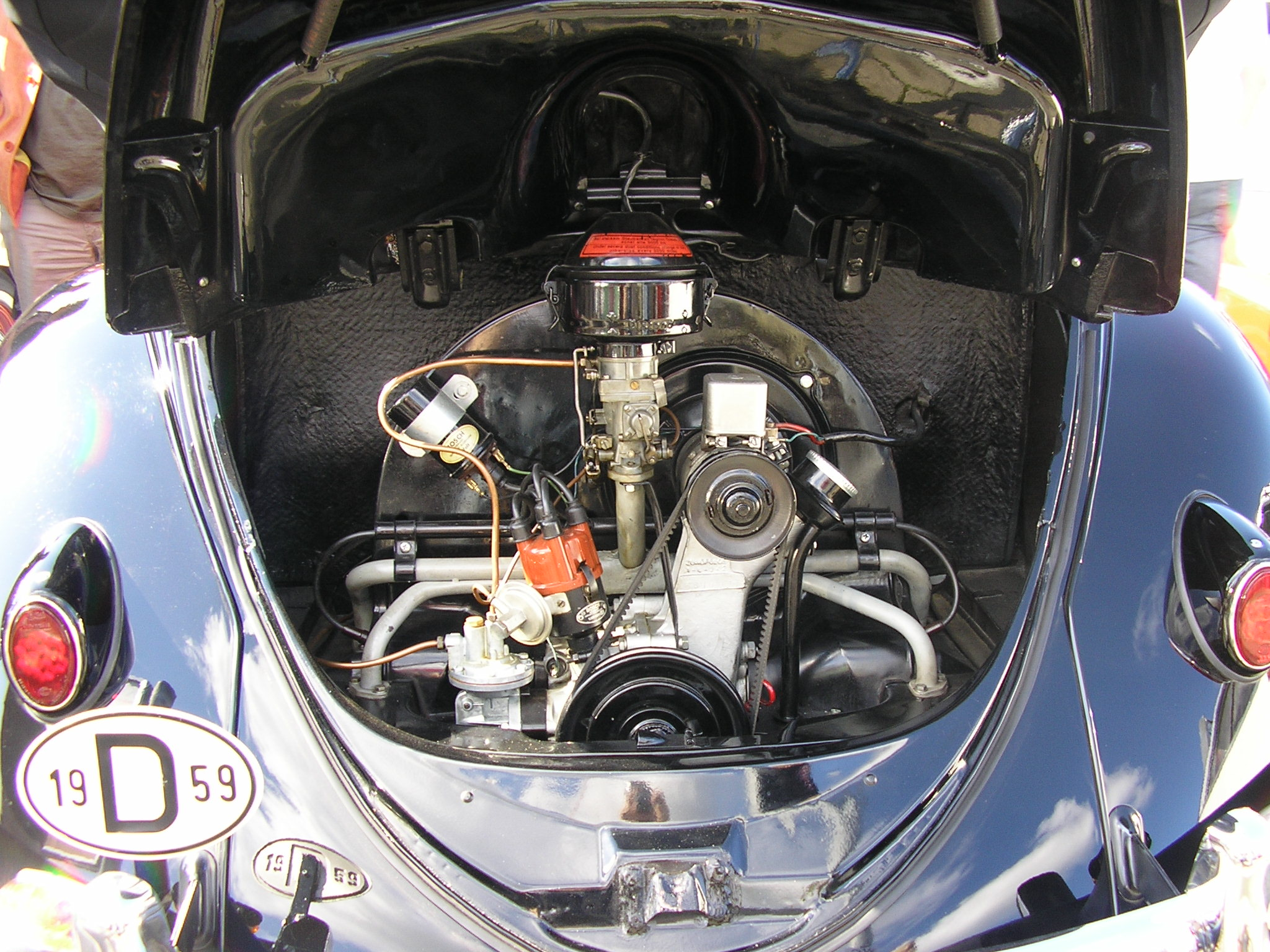
1200 motor, 30 k (I bez dvou bočních trubek „na vytápění čerstvým vzduchem“ od ledna 1963)
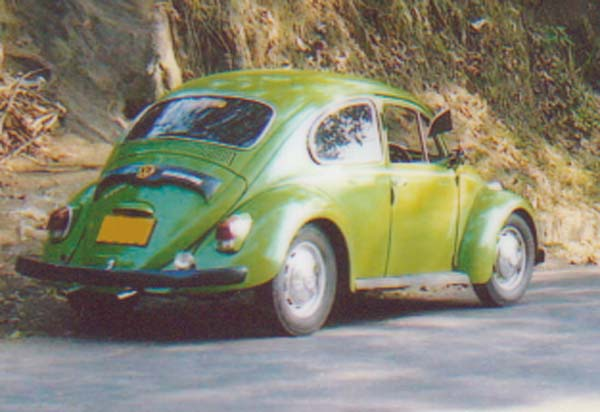
VW Brouk 1971 na Srí Lance
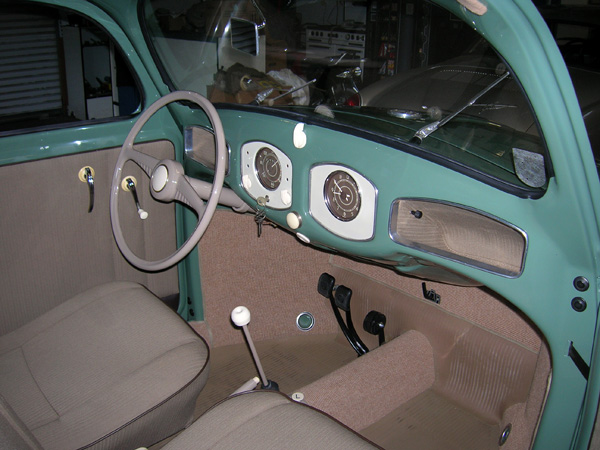
Interiér Brouka z roku 1949
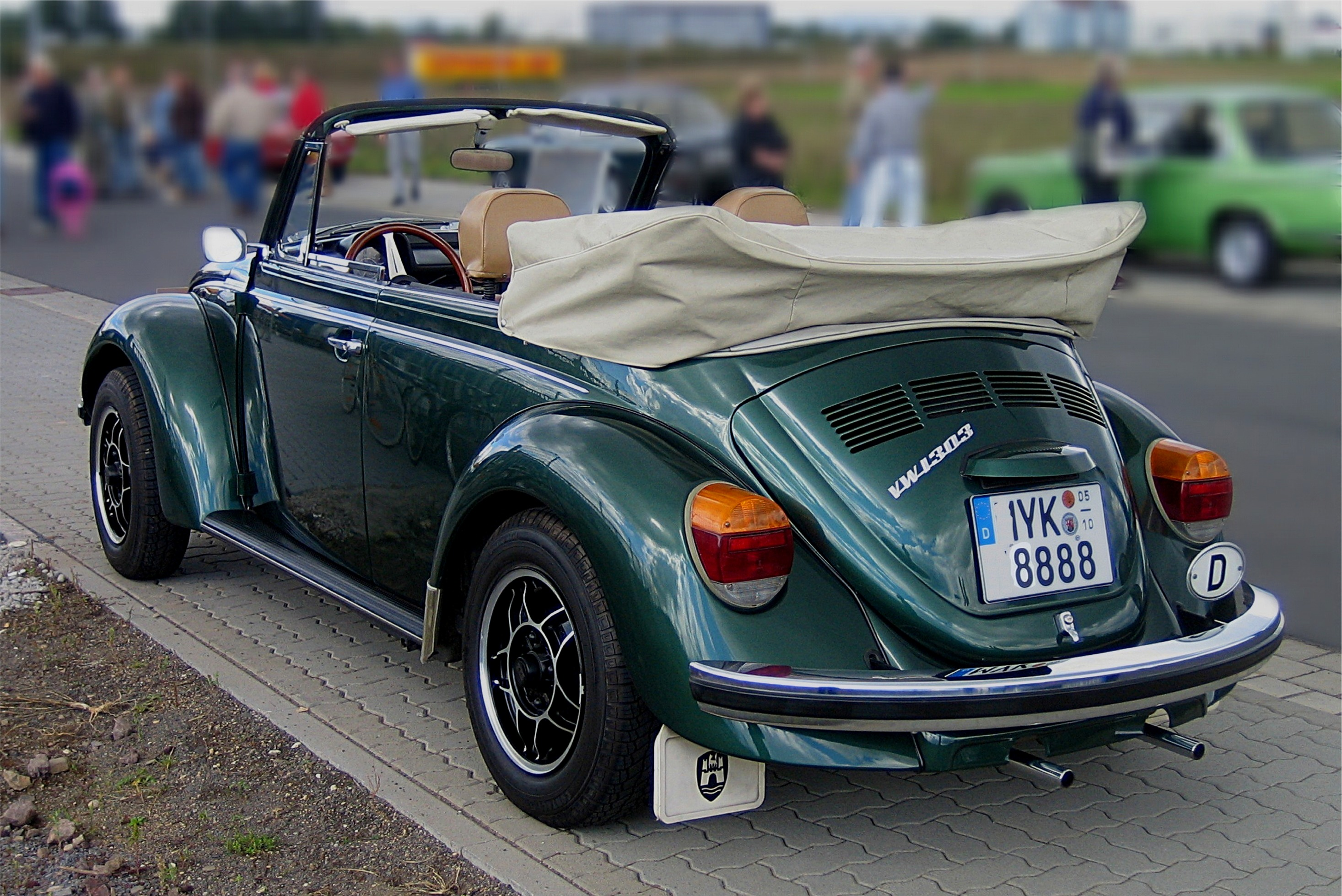
VW 1303 Cabriolet
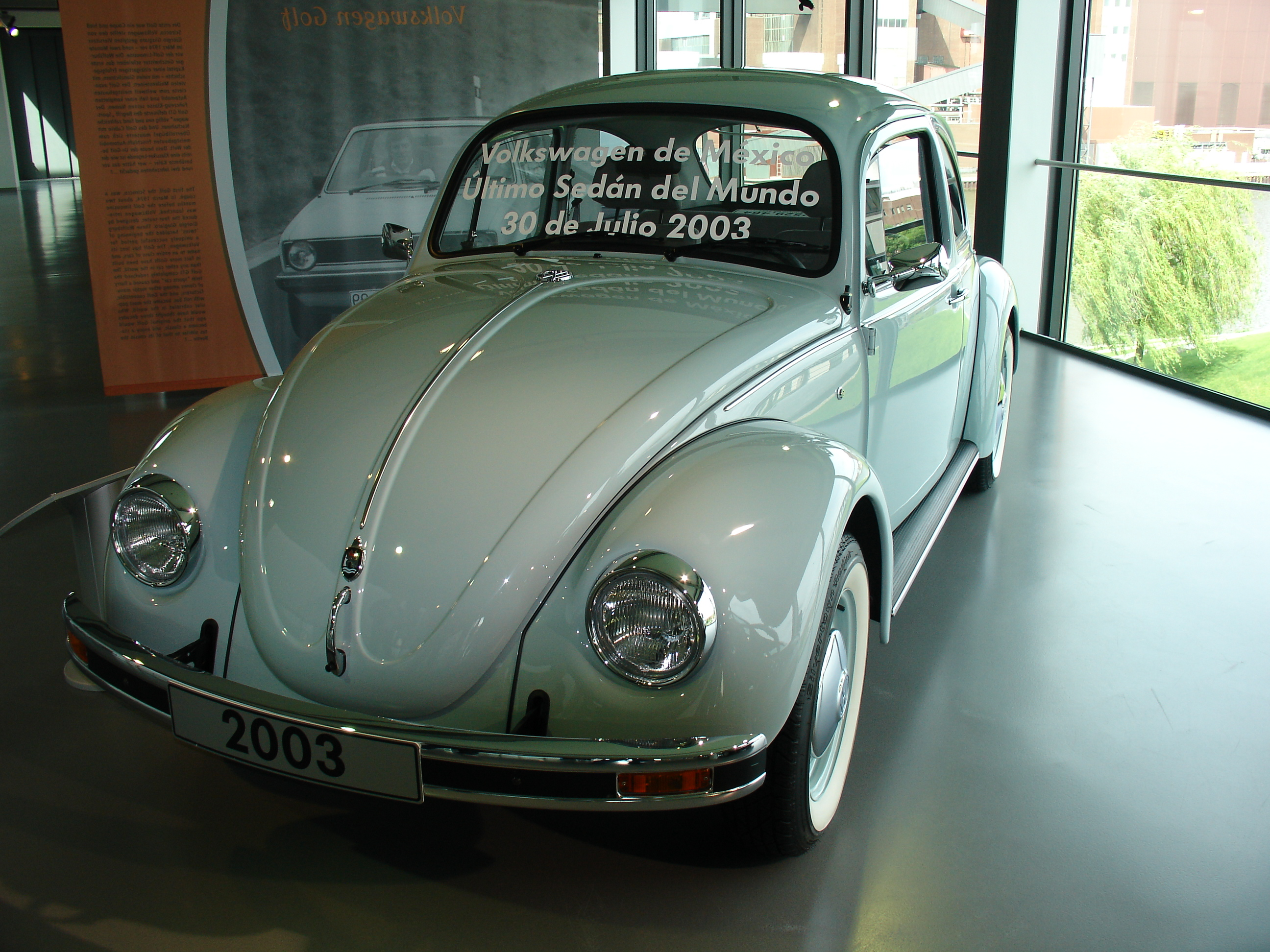
Poslední Brouk (číslo 21 529 464

## Podobnost s československými vozy

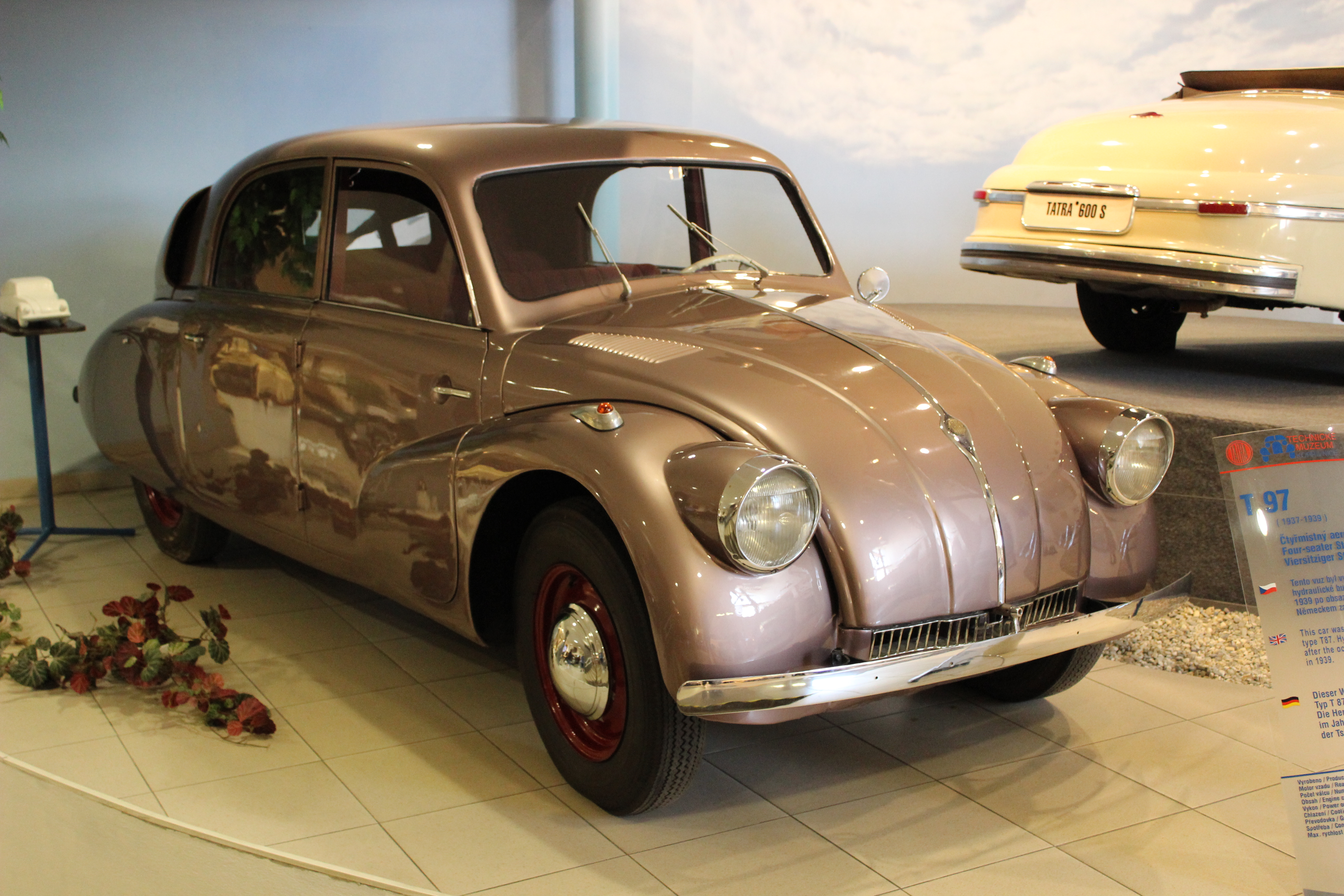
Tatra 97 z roku 1937

Velká část designu Brouka byla zřejmě inspirována vozy Tatra konstruktérské skupiny Hanse Ledwinky – hlavně typem Tatra 97, který zkonstruovali Erich Übelacker a Erich Ledwinka. Toto auto má podobnou (byť větší a čtyřdveřovou) aerodynamickou karoserii a vzduchem chlazený čtyřválcový motor za zadní nápravou. I prototyp malého vozu Tatra V570 vykazuje koncepční podobnost s pozdějšími Volkswageny. Sám Adolf Hitler měl nazvat Tatru „druhem auta pro své silnice“. Tatra zahájila soudní proces, ale ten byl zastaven, když Německo obsadilo Československo a došlo k násilnému zastavení výroby T97. Případ byl znovu otevřen po druhé světové válce a v roce 1961 Volkswagen zaplatil Tatře 3 miliony DM jako kompenzaci (v přepočtu na sílu české koruny v roce 2014 asi 50 milionů Kč). Pro Volkswagen to údajně znamenalo omezení financí na vývoj nových modelů, což vedlo k prodloužení doby výroby Brouka o několik let.

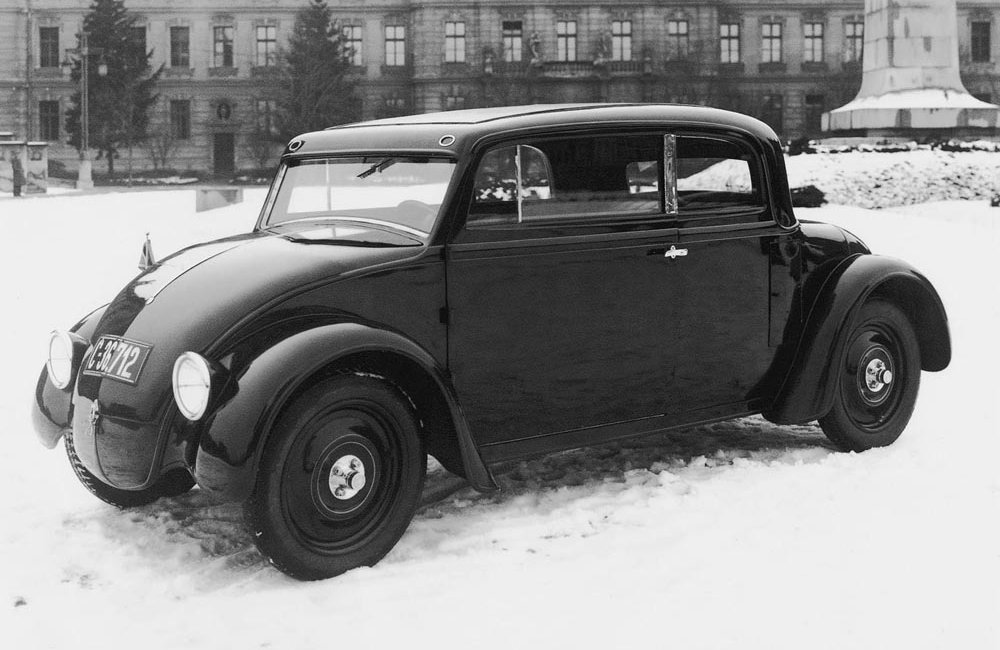
Škoda 932 z roku 1932

Málo známou skutečností však je, že Brouk je vysoce podobný i prototypu Škoda 932 z roku 1932, s nímž má společný nejen konstrukční princip kompaktního agregátu s plochým vzduchem chlazeným čtyřválcem vzadu, nýbrž i část designérských prvků - například přední část karosérie Brouka až po B-sloupek je téměř kopií této škodovky. Vysoce podobné jsou i všechny předchozí návrhy aerodynamika Paula Jaraye: NSU-Fiat Balilla Aerodynamica, Maybach SW35 Stromlinie, Audi Typ K. Německá konstrukce KdF však měla plnou podporu vlády při vývoji a zajišťování výrobních technologií. Brouk byl také proto dotažen do sériové výroby, zatímco u Škody vznikl jediný prototyp této koncepce, který nemohl posloužit ani jako sériový vzor. Prototyp Škoda 932 se nedochoval a automobilka ASAP začala rozvíjet tradiční koncepci páteřového nástavného rámu.

## Jméno
3. července 1938 deník New York Times použil označení Brouk v článku o vizi „tisíců a tisíců malých lesklých brouků, kteří brzy osídlí německé dálnice“. Se stoupajícím dovozem se v USA začalo vozu familiárně přezdívat Brouk nebo Bug (štěnice). V poválečném Německu se vůz označoval Volkswagen, se zahájením výroby na jeho základě postaveném dodávkovém vozu Volkswagen Transporter s interním označením VW Typ 2 získal interní označení VW Typ 1. Brouk se mu začalo říkat až po zahájení výroby druhého osobního vozu Volkswagen, VW 1500, v roce 1961 nejprve mezi motoristy.
Brouk se prodával i pod názvy nebo získal přezdívky:
- Volkswagen Sedan
- Escarabajo nebo Pichirilo v Ekvádoru
- Coccinelle (beruška) nebo Kever v Belgii
- Peta (želva) v Bolívii
- Folcika v Bosně a Hercegovině
- Sedan, někdy Fusca v Brazílii
- Костенурка (Kostenurka) (želva) v Bulharsku
- Weevil v Kanadě
- Escarabat (brouk) v katalánštině
- Moncho nebo Escarabajo v Chile
- Jiǎ Ké Chóng (甲壳虫) (brouk) v Číně
- Cucarron (Skarab) nebo Pichirilo v Kolumbii
- Buba v Chorvatsku
- Boblen (bublina) v Dánsku
- Cepillo (kartáč) v Dominikánské republice
- خنفسة – vyslovuje se khon-fesa v Egyptě
- Põrnikas v Estonsku
- Kuplavolkkari (kupla znamená bublina) ve Finsku
- Coccinelle (beruška) ve Francii
- Буба v Makedonii
- Jin-guei che (金龜車) na Tchaj-wanu
- Käfer v Německu
- Σκαθάρι nebo Σκαραβαίος (Scaraveos znamená skarabeus) v Řecku
- Cucaracha nebo Cucarachita (šváb) v Guatemale
- Coccinelle (beruška) na Haiti
- Bogár v Maďarsku
- Cucarachita (malý šváb) v Hondurasu
- Bjalla na Islandu
- Kodok (žába) v Indonésii
- Agroga عكروكة (žába) v Iráku
- חיפושית (Hipushit, brouk) v Izraeli
- Maggiolino nebo neoficiální jméno Maggiolone v Itálii
- Kabuto-mushi (カブトムシ） (Japonský brouk roháč) v Japonsku
- Kifuu  v Keni
- Vabalas v Litvě
- Kura (želva) v Malajsii
- Sedán, Pulguita (bleška) nebo Vocho v Mexiku
- Scoro-Scoro v Namibii
- Bhyagute Car (žabí auto) v Nepálu
- Kever v Nizozemsku
- Catch Fire v Nigérii
- Boble (bublina) v Norsku
- Foxi nebo Foxy v Pákistánu
- Escarabajo (brouk) nebo Fusca v Paraguayi
- Kotseng kuba (hrbaté auto) / pagong (želva), Ba-o, Boks na Filipínách
- Garbus (hrbáč) v Polsku
- Carocha v Portugalsku
- Volky v Portoriku
- Broasca  /  Broscuţă (malá žába) nebo Buburuza (beruška) v Rumunsku
- Фольксваген-жук (folksvagen-žuk, žuk znamená brouk) v Rusku
- Буба nebo Buba v Srbsku
- Volla v Jihoafrické republice
- Chrobák na Slovensku
- Hrošč ve Slovinsku
- Escarabajo (brouk) ve Španělsku a Latinské Americe
- Volks / Beetle/ ibba (želva) na Srí Lance
- Mgongo wa Chura (žábí záda) nebo Mwendo wa Kobe (želví rychlost) ve svahilštině
- Bagge (zkratka pro skalbagge, brouk) nebo bubbla (bublina) ve Švédsku
- Kobe v Tanzanii
- รถเต่า (želví auto) v thajštině
- Kaplumbağa nebo tosbağa (želva) nebo „vosvos“ v Turecku
- Escarabajo ve Venezuele.
- con bo ve Vietnamu
- Bhamba datya in Shona – Datya je žába v nářečí Zimbabwe
- Poncho
- Popoy
- Pulga
- Punchbug
- Volky